# 조애나 캐시디
조애나 캐시디(Joanna Cassidy, 1945년 8월 2일 ~ )는 미국의 배우이다.

## 출연 작품

### 영화
- 체인 리액션 - 매기 맥더못 역
- 세컨드 시빌 워 - 헬레나 뉴먼 역
- 러브드 - 엘노르 에이머슨 역
- 베로니카 - 사랑의 전설
- 템테이션 스트레인저
- 더 디스트릭스
- 화성의 유령들 - 닥터 아렌느 휘트룩 역

### 애니메이션
- 슈퍼맨 (1997-98) - 매기 소어 역 (목소리)